# Romanija

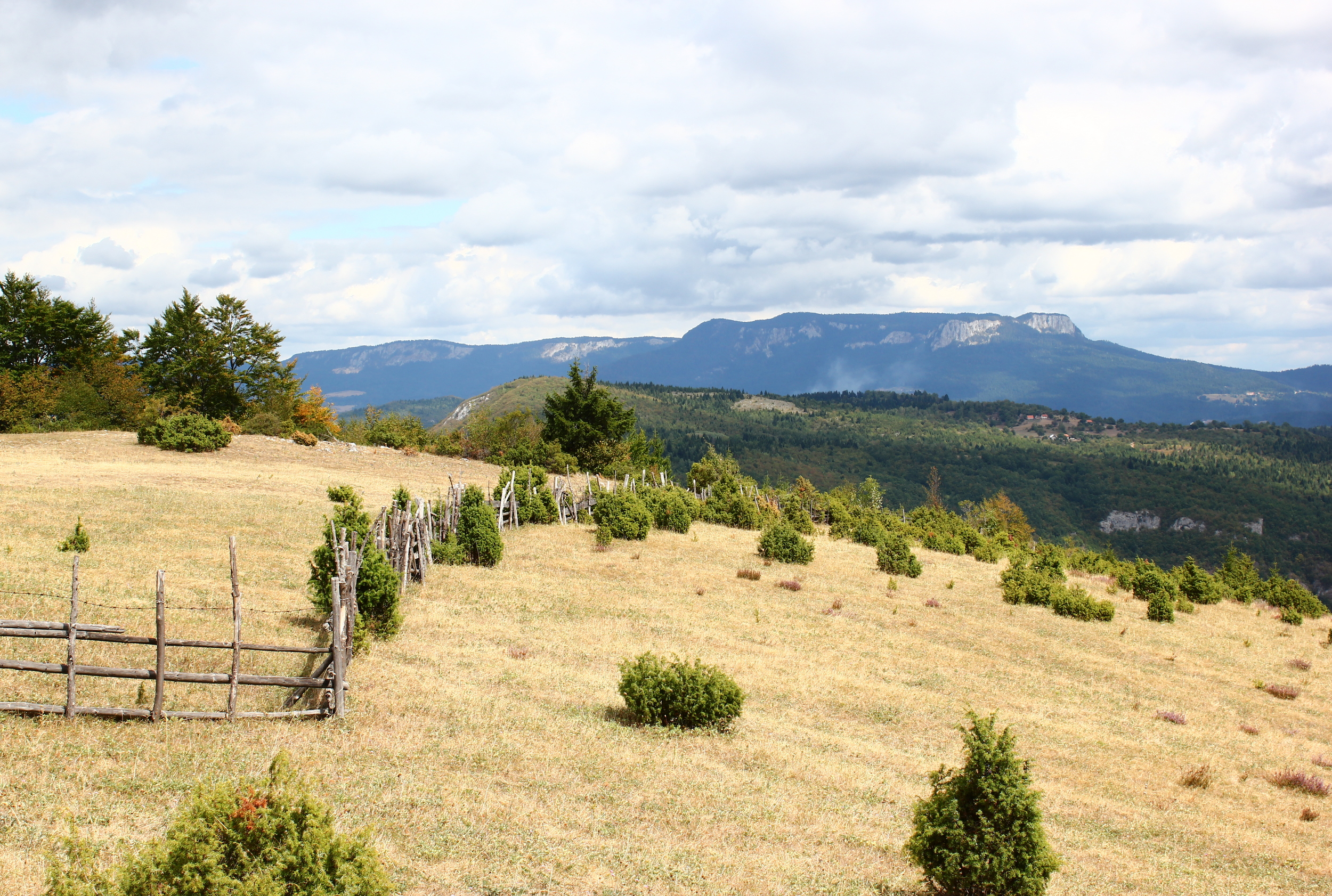
Die Romanija, gesehen vom Trebević aus

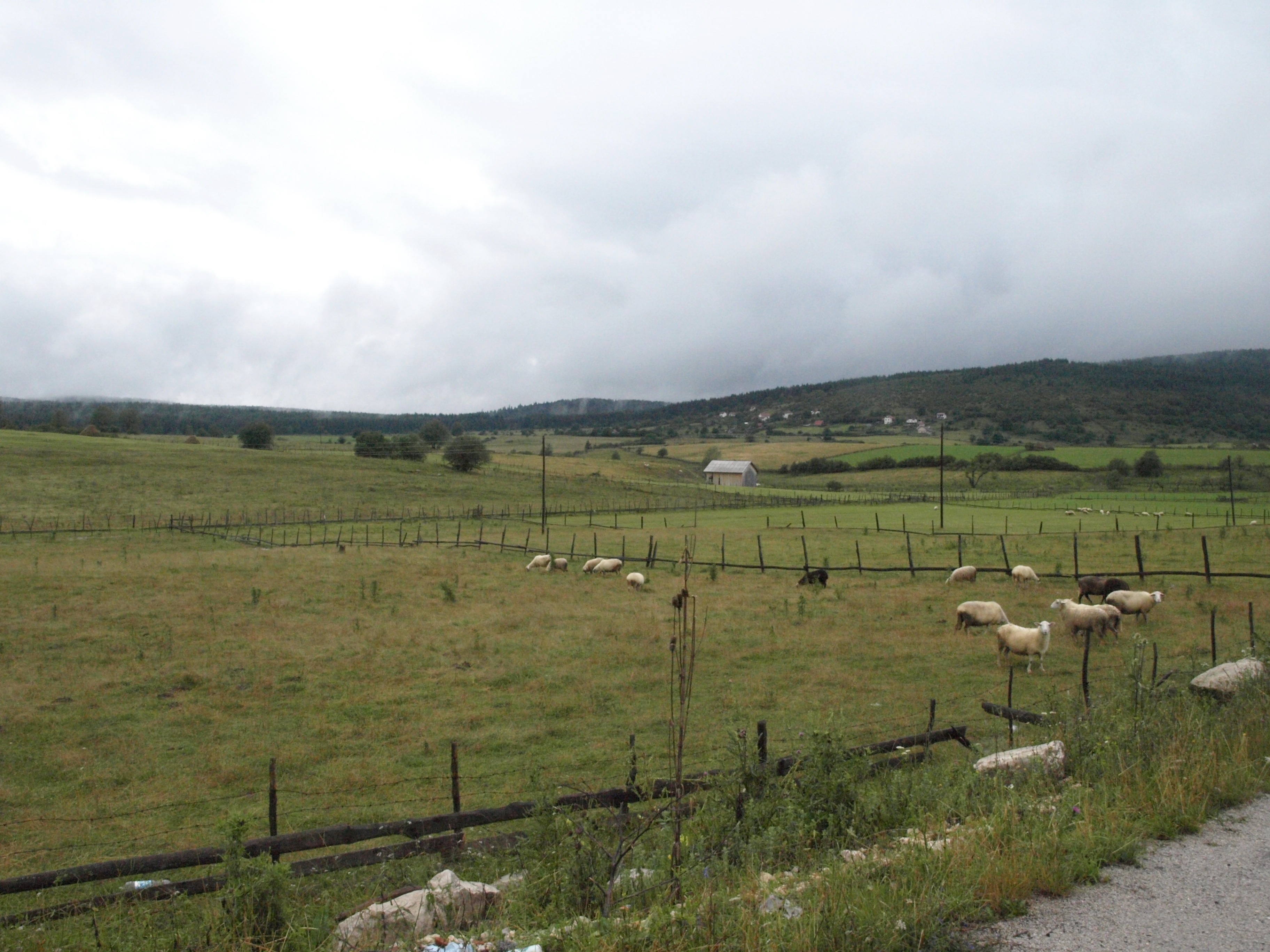
Glasinac-Plateau

Die Romanija (serbisch-kyrillisch Романија) ist ein Gebirge und eine Region im Osten von Bosnien und Herzegowina. Sie befindet sich etwa 20 km östlich von Sarajevo zwischen den angrenzenden Gebirgszügen Ozren im Norden und Jahorina im Süden. Die größten Städte der Region sind Pale und Sokolac. Die Region gehört heute zur Republika Srpska, einer von zwei Entitäten des südosteuropäischen Landes.
Der höchste Gipfel der Romanija ist der Berg Lupoglav (1652 m) etwa 8 km nordöstlich von Pale. Das Gebirge ist zudem das Quellgebiet der Miljacka, die an seinem Westhang entspringt und später durch Sarajevo fließt, sowie der Prača, die in die Drina mündet.

## Geschichte
Auf dem Glasinac-Plateau am Ostrand der Romanija wurden Überreste von 27 befestigten Ansiedlungen der Illyrer gefunden, die vor 2000 Jahren hier siedelten.
Der Name Romanija verweist auf die rumänische (walachische) Bevölkerung, die seit der Zugehörigkeit zum Römischen Reich dort lebte, und später slawisiert wurde.
Im Zweiten Weltkrieg war die Romanija ein Zentrum des Partisanenkampfes gegen die Ustascha sowie die deutschen und italienischen Besatzer.
Im Bosnienkrieg befand sich in der Romanija das Machtzentrum der bosnischen Serben. Pale war bis 1996 die Hauptstadt der Republika Srpska. Bereits vor Beginn des Bosnienkrieges hatte sich am 18. September 1991 in der Region die selbsternannte „Serbische Autonome Region Romanija“ gegründet, welche später in der Republika Srpska aufging. Außerdem war jenes Korps der Armee der Republika Srpska, welches Sarajevo belagerte, nach dem Gebirge benannt. Das Fußballstadion in Pale heißt ebenfalls Romanija.
Noch heute gelten Pale und Sokolac als Hochburg der ehemaligen Karadžić-Partei SDS.

## Bevölkerung
Die Romanija befindet sich im Wesentlichen in den Gemeinden Pale und Sokolac. Vor dem Bosnienkrieg lebten hier insgesamt 31.238 Einwohner; davon bezeichneten sich 69 % als Serben und 28 % als Bosniaken. Im Zuge des Krieges und der Errichtung der Republika Srpska wurden die meisten Muslime aus der Gegend vertrieben oder flohen.

## Verkehr
Zwei bosnische Magistralstraßen durchqueren die Romanija. Die M19 führt von Sarajevo nach Vlasenica bzw. Rogatica, während die M5 über Pale und den Vitez-Tunnel hinab ins Prača-Tal verläuft. Letztere nutzt dabei größtenteils die ehemalige Route der Bosnischen Ostbahn (Sarajevo-Višegrad), die heute stillgelegt ist. Früher verliefen die beiden Straßen über die Pässe Nadromanija („auf der Romanija“, 1368 m) und Vitez (1050 m).

## Weblink
Koordinaten: 43° 53′ N, 18° 41′ O